# Charles Schwab Corporation
Charles Schwab Corporation – amerykańskie przedsiębiorstwo świadczące usługi finansowe.
W 2024 r. przedsiębiorstwo zarządzało aktywami o wartości 8,56 biliona USD i obsługiwało 35 milionów aktywnych kont brokerskich.